# Лукомльский сельсовет
Луко́мльский сельсовет (бел. Лукомльскі сельсавет) — административная единица на территории Чашникского района Витебской области Белоруссии. Административный центр — агрогородок Лукомль.

## География

### Водная система
Расположено озеро Лукомльское.

## Состав
Лукомльский сельсовет включает 29 населённых пунктов:
- Абузерье — деревня
- Белая Церковь — деревня
- Березки — деревня
- Богатырь — деревня
- Болюто — деревня
- Борцы — деревня
- Вал — деревня
- Гора — деревня
- Граевщина — деревня
- Дрозды — деревня
- Дудари — деревня
- Заря — деревня
- Застаринье — деревня
- Кисели — деревня
- Константиново — деревня
- Круглица — деревня
- Лукомль — агрогородок
- Новые Лавки — деревня
- Новоземово — деревня
- Осовец — деревня
- Парневка — деревня
- Поповка — деревня
- Ротно — деревня
- Рудница — деревня
- Слободка — деревня
- Старые Лавки — деревня
- Стражевичи — деревня
- Торопы — деревня
- Черея — деревня

Упразднённые населённые пункты на территории сельсовета:
- Жучки — деревня
- Зелезьки — деревня
- Карниловка — деревня
- Осово — деревня

## Отдых и туризм
- Усадьба "Абузерье" на берегу озера Лукомльское в деревне Абузерье